# Microthecium geoporae
Microthecium geoporae är en svampart som först beskrevs av W. Oberm., och fick sitt nu gällande namn av Franz Xaver von Höhnel 1914. Microthecium geoporae ingår i släktet Microthecium och familjen Ceratostomataceae.   Inga underarter finns listade i Catalogue of Life.